# Pressagny-l'Orgueilleux
Pressagny-l'Orgueilleux é uma comuna francesa na região administrativa da Normandia, no departamento de Eure. Estende-se por uma área de 10,28 km². Em 2010 a comuna tinha 726 habitantes (densidade: 70,6 hab./km²).